# Erwin Stoff
Erwin Stoff (Vorona, 26 aprile 1951) è un produttore cinematografico romeno naturalizzato statunitense.

## Filmografia

### Produttore
- Romantici equivoci (Picture Perfect), regia di Glenn Gordon Caron (1997)
- Sweet November - Dolce novembre (Sweet November), regia di Pat O'Connor (2001)
- Biker Boyz, regia di Reggie Rock Bythewood (2003)
- Constantine, regia di Francis Lawrence (2005)
- Indovina chi (Guess Who), regia di Kevin Rodney Sullivan (2005)
- A Scanner Darkly - Un oscuro scrutare (A Scanner Darkly), regia di Richard Linklater (2006)
- La notte non aspetta (Street Kings), regia di David Ayer (2008)
- Ultimatum alla Terra (The Day the Earth Stood Still), regia di Scott Derrickson (2008)
- Come l'acqua per gli elefanti (Water for Elephants), regia di Francis Lawrence (2011)
- Beautiful Creatures - La sedicesima luna (Beautiful Creatures), regia di Richard LaGravenese (2013)
- Edge of Tomorrow - Senza domani (Edge of Tomorrow), regia di Doug Liman (2014)
- Unbroken, regia di Angelina Jolie (2014)
- Il sapore del successo (Burnt), regia di John Wells (2015)
- 13 Hours: The Secret Soldiers of Benghazi, regia di Michael Bay (2016)
- Il richiamo della foresta (The Call of the Wild), regia di Chris Sanders (2020)
- Chaos Walking, regia di Doug Liman (2021)

### Produttore esecutivo
- Palle in canna (Loaded Weapon 1), regia di Gene Quintano (1993)
- Reazione a catena (Chain Reaction), regia di Andrew Davis (1996)
- Due mariti per un matrimonio (Feeling Minnesota), regia di Steven Baigelman (1996)
- L'avvocato del diavolo (The Devil's Advocate), regia di Taylor Hackford (1997)
- Matrix, regia di Andy e Larry Wachowski (1999)
- Austin Powers - La spia che ci provava (Austin Powers: The Spy Who Shagged Me), regia di Jay Roach (1999)
- Le riserve (The Replacements), regia di Howard Deutch (2000)
- Hardball, regia di Brian Robbins (2001)
- La casa sul lago del tempo (The Lake House), regia di Alejandro Agresti (2006)
- Io sono leggenda (I Am Legend), regia di Francis Lawrence (2007)
- The Blind Side, regia di John Lee Hancock (2009)
- 47 Ronin, regia di Carl Rinsch (2013)
- The Serpent Queen – serie TV, 13 episodi (2022-2024)
- Blue Eye Samurai – serie animata (2023-in corso)
- Doc – serie TV (2025-in corso)